# Thomas Beaufort (1er duc d'Exeter)
Pour les articles homonymes, voir Thomas Beaufort, Maison de Beaufort et Beaufort.
Titres
Duc d'Exeter
18 novembre 1416 – 31 décembre 1426
(10 ans, 1 mois et 13 jours)
Comte de Dorset
5 juillet 1411 – 31 décembre 1426
(15 ans, 5 mois et 26 jours)
Thomas Beaufort (vers 1377 – 31 décembre 1426), comte de Dorset, et duc d'Exeter, fut un chef militaire anglais durant la guerre de Cent Ans, et brièvement lord chancelier d'Angleterre.

## Biographie
Il était le troisième des quatre enfants de Jean de Gand, duc de Lancastre et de sa maîtresse Katherine Swynford. Il fut légitimé avec ses frères et sœur en 1390 (par un acte privé de Richard II) et à nouveau en 1397 (par le Parlement).
Après l'avènement de son demi-frère Henri IV, il fut reçu dans l'Ordre de la Jarretière. Durant les années qui suivirent, il assura divers commandement militaires : connétable à Ludlow (1402), amiral de la flotte pour la partie nord (1403), capitaine de Calais (1407), et amiral des mers nord et ouest (1408/9). Sa plus grande action durant cette décennie fut de commander les forces pour venir à bout de révoltes dans le nord en 1405.
Il fut Chancelier d'Angleterre (du 31 janvier 1410 au 5 janvier 1412) pendant une période où le roi Henri était en lutte contre le clergé, et retourna ensuite à des affaires militaires. Plus tard, en 1412, il fut créé comte de Dorset.
Lorsqu'Henri V succéda à son père, Thomas Beaufort devint lieutenant général d'Aquitaine (1413) et capitaine de Harfleur (1415). Il vécut les années suivantes en Normandie, devenant lieutenant général de Normandie (1416). Il fut créé Duc d'Exeter à vie, en 1416.
Il retourne en Angleterre en  1417, alors que le roi était en Normandie, puis s'occupe de résoudre des troubles avec l'Écosse. En 1418, il revient en Normandie avec d'importantes troupes, et prend part aux sièges d'Évreux, d'Ivry, et de Rouen. Après la prise de Rouen en 1419, il est nommé capitaine de la ville, et prend les cités moins importantes de Normandie. Finalement, en 1419, il prend Château-Gaillard, à mi-chemin entre Rouen et Paris, après six mois de siège.
Durant cette période, Henri V attribua des titres normands pour les nobles anglais, et Beaufort devint comte d'Harcourt en 1418. En 1420, il participe aux négociations du traité de Troyes. L'année suivante, il fut capturé à la bataille de Baugé, où fut tué son neveu Thomas de Lancastre, duc de Clarence. 
Beaufort fut l'un des exécuteurs testamentaires d'Henri V et rentra en Angleterre en 1422. Il siégea au conseil de régence (Henri VI étant un enfant), mais il est possible qu'il se rendît fréquemment en France. 
Il épousa Marguerite Neville, fille de Thomas Neville, seigneur d'Horneby. Ils eurent un unique fils, Henri, mort jeune.

## Littérature
Le personnage d'Exeter, dans Henry V de Shakespeare, est inspiré de Thomas Beaufort, bien que ce dernier n'ait été fait duc d'Exeter que juste après la bataille d'Azincourt.

## Source
- (en) Cet article est partiellement ou en totalité issu de l’article de Wikipédia en anglais intitulé « Thomas Beaufort, Duke of Exeter » (voir la liste des auteurs).